# C3-as busz (Nagykanizsa)
A nagykanizsai C3-as jelzésű autóbusz az Autóbusz-állomás és a Városkapu körút között közlekedik. A céljáratot a Volánbusz üzemelteti.

## Története
Az áruház szerződést bontott, így a járat 2017. május 1-jétől megszűnt. Később a Tesco és egy közelben lévő nagy cég dolgozói levelet küldtek a városvezetésnek, hogy a járat megszüntetése óta nem érnek be időben a munkahelyükre. Ennek hatására[forrás?] 2017. szeptember 18-ától ismét jár a C3-as busz.

## Útvonala
| Városkapu körút felé                                                                                     | Autóbusz-állomás felé                                                                                    |
| --- | --- |
| Autóbusz-állomás – Kalmár utca – Király utca – Fő út – Balatoni utca – Városkapu körút – Városkapu körút | Városkapu körút – Városkapu körút – Balatoni utca – Fő út – Király utca – Kalmár utca – Autóbusz-állomás |

## Megállóhelyei
| 0  | Autóbusz-állomás                                       | 10 | 2, 4A, 4Y, 6C, 8, 8Y, 10, 10Y, 16, 16A, 18, 20, 20Y, 21, 21E, 21Y, C5, C7 | Helyközi autóbusz-állomás, Vásárcsarnok, Kanizsa Plaza, Bolyai János Általános Iskola                                                |
| 3  | Dél-Zalai Áruház                                       | 7  | 4, 6, 6A, 6C, 6Y, 8, 8Y, 10, 10Y, 18                                      | Városháza, Helyközi autóbusz-állomás, Dél-Zalai Áruház, Rendőrkapitányság, Járásbíróság, Bolyai János Általános Iskola, Erzsébet tér |
| 4  | Deák tér                                               | 6  | 4, 6, 6A, 6C, 6Y, 10, 10Y                                                 | Jézus Szíve templom |
| 5  | Eötvös tér                                             | 5  | 4, 6, 6A, 6C, 6Y, 10, 10Y                                                 | Okmányiroda, Járási Hivatal, Hevesi Sándor Művelődési Központ, Nemzeti Adó- és Vámhivatal, Kálvin téri református templom            |
| 7  | Balatoni utca                                          | 3  | 6C, 20Y, 21Y, C91                                                         | |
| 9  | Fortuna (Korábban: Balatoni utca, Fortuna Cukrászüzem) | 1  |                                                                           | TESCO Áruház, PENNY MARKET, Park Center                                                                                              |
| 10 | Városkapu körút                                        | 0  | 4, 6, 6A, 6C, 6Y, 14, 14C, 14Y, C9, C33, C91                              | |